# Natação nos Jogos Olímpicos de Verão de 2012 - 800 m livre feminino
A competição dos 800 metros livre feminino da natação nos Jogos Olímpicos de Verão de 2012 foi disputada nos dias 2 e 3 de agosto no Centro Aquático de Londres.

## Medalhistas
| Ouro   | USA Katie Ledecky     |
| Prata  | ESP Mireia Belmonte   |
| Bronze | GBR Rebecca Adlington |

## Recordes
Antes desta competição, os recordes mundiais e olímpicos da prova eram os seguintes:
| Tipo | Atleta            | Tempo   | Local  | Data                 |
| ---- | ----------------- | ------- | ------ | -------------------- |
|      | Rebecca Adlington | 8:14.10 | Pequim | 16 de agosto de 2008 |
|      | Rebecca Adlington | 8:14.10 | Pequim | 16 de agosto de 2008 |

## Resultados

### Eliminatórias
| Pos. | Elim. | Raia | Nadadora                    | CON                        | Tempo   | Notas            |
| ---- | ----- | ---- | --------------------------- | -------------------------- | ------- | ---------------- |
| 1    | 5     | 4    | Rebecca Adlington           | GBR Grã-Bretanha           | 8:21.78 | Q                |
| 2    | 4     | 4    | Lotte Friis                 | DEN Dinamarca              | 8:21.89 | Q                |
| 3    | 3     | 4    | Katie Ledecky               | USA Estados Unidos         | 8:23.84 | Q                |
| 4    | 3     | 5    | Mireia Belmonte             | ESP Espanha                | 8:25.26 | Q                |
| 5    | 5     | 6    | Lauren Boyle                | NZL Nova Zelândia          | 8:25.91 | Q,               |
| 6    | 4     | 3    | Boglárka Kapás              | HUN Hungria                | 8:26.43 | Q                |
| 6    | 4     | 8    | Andreina Pinto              | VEN Venezuela              | 8:26.43 | Q,               |
| 8    | 4     | 2    | Coralie Balmy               | FRA França                 | 8:27.15 | Q                |
| 9    | 5     | 3    | Shao Yiwen                  | CHN China                  | 8:27.78 |                  |
| 10   | 5     | 2    | Erika Villaécija García     | ESP Espanha                | 8:27.99 |                  |
| 11   | 3     | 1    | Alexa Komarnycky            | CAN Canadá                 | 8:28.11 |                  |
| 12   | 3     | 3    | Wendy Trott                 | RSA África do Sul          | 8:28.98 |                  |
| 13   | 3     | 2    | Éva Risztov                 | HUN Hungria                | 8:29.06 |                  |
| 14   | 4     | 7    | Kristel Köbrich             | CHI Chile                  | 8:29.55 |                  |
| 15   | 5     | 1    | Savannah King               | CAN Canadá                 | 8:29.72 |                  |
| 16   | 5     | 8    | Cecilia Biagioli            | ARG Argentina              | 8:33.97 | Recorde nacional |
| 17   | 2     | 4    | Julia Hassler               | LIE Liechtenstein          | 8:35.18 | Recorde nacional |
| 18   | 4     | 6    | Kylie Palmer                | AUS Austrália              | 8:35.75 |                  |
| 19   | 2     | 2    | Katya Bachrouche            | LIB Líbano                 | 8:35.88 |                  |
| 20   | 5     | 7    | Jessica Ashwood             | AUS Austrália              | 8:37.21 |                  |
| 21   | 5     | 5    | Kate Ziegler                | USA Estados Unidos         | 8:37.38 |                  |
| 22   | 3     | 6    | Ellie Faulkner              | GBR Grã-Bretanha           | 8:38.00 |                  |
| 23   | 4     | 1    | Camelia Potec               | ROU Romênia                | 8:38.44 |                  |
| 24   | 4     | 5    | Xin Xin                     | CHN China                  | 8:40.88 |                  |
| 25   | 2     | 5    | Tjaša Oder                  | SLO Eslovênia              | 8:41.82 |                  |
| 26   | 3     | 8    | Elena Sokolova              | RUS Rússia                 | 8:42.73 |                  |
| 27   | 2     | 6    | Patricia Castañeda Miyamoto | MEX México                 | 8:44.44 |                  |
| 28   | 2     | 3    | Nina Dittrich               | AUT Áustria                | 8:45.41 |                  |
| 29   | 1     | 4    | Samantha Arévalo            | ECU Equador                | 8:49.21 | Recorde nacional |
| 30   | 2     | 7    | Khoo Cai Lin                | MAS Malásia                | 8:51.18 |                  |
| 31   | 2     | 1    | Lynette Lim                 | SIN Singapura              | 8:52.92 |                  |
| 32   | 2     | 8    | Han Na-Kyeong               | KOR Coreia do Sul          | 8:57.26 |                  |
| 33   | 1     | 5    | Pamela Benítez              | ESA El Salvador            | 9:02.66 |                  |
| 34   | 1     | 6    | Danielle van den Berg       | ARU Aruba                  | 9:23.21 |                  |
| 35   | 1     | 3    | Simona Marinova             | MKD República da Macedônia | 9:28.41 |                  |
| 036  | 3     | 7    | Grainne Murphy              | IRL Irlanda                | DNS     |                  |

### Final
| Pos.              | Raia | Nadadora          | CON                | Tempo   | Notas              |
| ----------------- | ---- | ----------------- | ------------------ | ------- | ------------------ |
| Medalha de ouro   | 3    | Katie Ledecky     | USA Estados Unidos | 8:14.63 | Recorde da América |
| Medalha de prata  | 6    | Mireia Belmonte   | ESP Espanha        | 8:18.76 | Recorde nacional   |
| Medalha de bronze | 4    | Rebecca Adlington | GBR Grã-Bretanha   | 8:20.32 |                    |
| 4                 | 2    | Lauren Boyle      | NZL Nova Zelândia  | 8:22.72 | Recorde da Oceania |
| 5                 | 5    | Lotte Friis       | DEN Dinamarca      | 8:23.86 |                    |
| 6                 | 7    | Boglárka Kapás    | HUN Hungria        | 8:23.89 | Recorde nacional   |
| 7                 | 8    | Coralie Balmy     | FRA França         | 8:29.26 |                    |
| 8                 | 1    | Andreina Pinto    | VEN Venezuela      | 8:29.28 |                    |

Legenda
| Recorde mundial      | Recorde mundial (World record)               |                       | Recorde africano                      | Recorde africano (African) |                                           | Q | Classificado por posição (Qualified) |
| Recorde olímpico     | Recorde olímpico (Olympic record)            | Recorde da América    | Recorde da América (Americas)         | q                          | Classificado por melhor tempo (Qualified) |   |                                      |
| Melhor marca do ano  | Melhor marca do ano (World leading)          | Recorde asiático      | Recorde asiático (Asian)              | DNS                        | Não largou (Did not start)                |   |                                      |
| Recorde nacional     | Recorde nacional (National record)           | Recorde europeu       | Recorde europeu (European)            | DNF                        | Não terminou (Did not finish)             |   |                                      |
| Recorde pessoal      | Recorde pessoal do atleta (Personal best)    | Recorde da Oceania    | Recorde da Oceania (Oceania)          | DSQ / DQ                   | Desclassificado (Disqualified)            |   |                                      |
| Recorde da temporada | Recorde da temporada do atleta (Season best) | Recorde sul-americano | Recorde sul-americano (South America) | NM                         | Sem marca (No mark)                       |   |                                      |